# Premis Cóndor de Plata 1999
La 47a edició dels Premis Cóndor de Plata 1999, concedits per l'Asociación de Cronistas Cinematográficos de la Argentina el 27 d'abril de l'any 1999 al Teatro Maipo de Buenos Aires, on es va reconèixer a les millors pel·lícules argentines estrenades durant l'any 1998. Fou retransmesa en diferit per ATC.
A més dels guardons a les realitzacions més destacades del cinema local i als seus protagonistes, van rebre premis especials a la trajectòria artística quatre destacades figures: Aída Luz, Amanda Ledesma, Pedro Maratea i Lidia Lamaison.

## Guanyadors i nominats
| Millor pel·lícula | Millor director |
| --- | --- |
| - Pizza, birra, faso — Bruno Stagnaro i Adrián Caetano - El faro — Eduardo Mignogna - Tango — Carlos Saura                                                                                               | - Eduardo Mignogna — El faro - Bruno Stagnaro i Adrián Caetano — Pizza, birra, faso - Carlos Saura — Tango - Fernando Solanas — La nube                                                     |
| Millor actriu | Millor actor |
| - Íngrid Rubio — El faro - Aitana Sánchez Gijón — Sus ojos se cerraron - Angela Correa — La nube - Assumpta Serna — Momentos robados - María Luisa Mendonça — Corazón iluminado                          | - Darío Grandinetti — Sus ojos se cerraron - Jorge Marrale — Cómplices/El faro - Eduardo Pavlovsky — La nube - Germán Palacios — Diario para un cuento                                      |
| Millor actriu de repartiment | Millor actor de repartiment |
| - Olga Zubarry — Plaza de almas - Ana María Picchio — Fuga de cerebros - Laura Novoa — La nube - Leonor Manso — La nube                                                                                  | - Gabriel Goity — Secretos compartidos - Alejandro Urdapilleta — La sonámbula - Marcos Woinsky — Escrito en el agua - Norman Briski — Plaza de almas - Ulises Dumont — Sus ojos se cerraron |
| Millor Revelació Femenina | Millor Revelació Masculina |
| - Jimena Barón — El faro - Florencia Bertotti — El faro - Luciana González Costa — Escrito en el agua - Mía Maestro — Tango                                                                              | - Héctor Anglada — Pizza, birra, faso - Alejandro Gancé — Plaza de almas - Jorge Sesan — Pizza, birra, faso - Nicolás Cabré — Fuga de cerebros                                              |
| Millor guió original | Millor guió adaptat |
| - Bruno Stagnaro i Adrián Gaetano — Pizza, birra, faso'' - Oscar Plascencia i Raúl Brambilla — Sus ojos se cerraron - Eduardo Mignogna, Santiago Carlos Oves, José A. Vélez i Graciela Aguirre — El faro | - Jana Bokova, Gualberto Ferrari i Leslie Meghey — Diario para un cuento - Daniel Romañach i Leandro Siciliano — Secretos compartidos - Santiago Carlos Oves — Asesinato a distancia        |
| Millor opera prima | Millor pel·lícula estrangera |
| - Pizza, birra, faso — Bruno Stagnaro i Adrián Caetano - Cómplices — Néstor Montalbano - La sonámbula — Fernando Spiner - Picado fino — Esteban Sapir                                                    | - To Vlemma tu Odissea — Theo Angelopoulos - Ta'm e guilass — Abbas Kiarostami - Tocant el vent — Mark Herman                                                                               |
| Millor Fotografia | Millor Muntatge |
| - Vittorio Storaro — Tango - Juan Diego Solanas — La nube - Félix Monti — Momentos robados - José Luis García — La sonámbula - Marcelo Camorino — El faro                                                | - Alejandro Parisow — La sonámbula - Andrés Tamborino — Pizza, birra, faso - Julia Juaniz — Tango - Marcelo Dujo i Miguel Martín — Picado fino                                              |
| Millor escenografia | Millor música original |
| - Vera Español — La sonámbula - Abel Facello — El faro - Daniel Feijóo — Sus ojos se cerraron - Emilio Basaldúa — Tango - María Julia Bertotto — Momentos robados                                        | - Gerardo Gandini — La nube - Baby López Furst — El faro - Lalo Schifrin — Tango - Luis María Serra — Sus ojos se cerraron                                                                  |

## Premis i nominacions múltiples
| Pel·lícula            | Nominacions |
| --------------------- | ----------- |
| El faro               | 9           |
| La nube               | 7           |
| Tango                 | 7           |
| Sus ojos se cerraron  | 6           |
| La sonámbula          | 5           |
| Pizza, birra, faso    | 5           |
| Momentos robados      | 3           |
| Plaza de almas        | 3           |
| Cómplices             | 2           |
| Diario para un cuento | 2           |
| Escrito en el agua    | 2           |
| Fuga de cerebros      | 2           |
| Picado fino           | 2           |
| Secretos compartidos  | 2           |

| Pel·lícula           | Premis |
| -------------------- | ------ |
| Pizza, birra, faso   | 4      |
| El faro              | 3      |
| La sonámbula         | 2      |
| Sus ojos se cerraron | 2      |